# Коронавірусна хвороба 2019 на Вануату
Епідемія коронавірусної хвороби 2019 на Вануату — це поширення пандемії коронавірусної хвороби 2019 на територію Вануату. Перший випадок хвороби в країні зареєстрований 11 листопада 2020 року у столиці країни Порт-Віла.

## Хронологія
16 березня 2020 року для осіб, які прибувають до Вануату, були введені обмеження та карантин. 22 березня органи охорони здоров'я Вануату підтвердили, що тест на коронавірус у працівника курорту, у якого зареєстрували підозру на випадок коронавірусної хвороби, дав негативний результат. 26 березня президент країни Талліс Обед Мозес запровадив у країні надзвичайний стан. В одного з туристів на круїзному судні, який відвідував острів Анейтьюм, підтверджено позитивний тест на коронавірус, що призвело до запровадження локдауну на острові. Зразки біоматеріалу жителів острова відправили для дослідження на Нову Каледонію.
11 листопада 2020 року на Вануату виявлено перший безсимптомний випадок коронавірусної хвороби в чоловіка, який прибув до країни з США через Сідней та Окленд. Цей чоловік прибув до Вануату 4 листопада, та перебував на ізоляції та карантині без симптомів. Позитивний тест на коронавірус у нього підтверджено 10 листопада 2020 року.
2 грудня 2020 року представник уряду Вануату підтвердив, що в чоловіка, в якого в листопаді виявлено позитивний тест на коронавірус, повторний тест на COVID-19 був негативним.
6 березня 2021 року прем'єр-міністр країни Боб Лафман повідомив про виявлення 2 нових випадків хвороби. Станом на 23 березня 2021 року загальна кількість випадків хвороби на Вануату становила 3, з яких 2 були активними та 1 випадок завершився одужанням.
Станом на 1 квітня 2021 року загальна кількість випадків хвороби на Вануату становила 3, з яких 2 були активними та 1 випадок завершився одужанням.
19 квітня 2021 року прем'єр-міністр Боб Лафман підтвердив новий випадок хвороби в померлого філіппінського моряка з танкера під британським прапором, якого знайшли на пляжі на острові Ефате.
Станом на 11 травня 2021 року загальна кількість випадків хвороби на Вануату становила 4, активних випадків не було. Серед випадків хвороби 3 хворі одужали, і 1 хворий помер. 19 травня 2021 року Вануату отримало 24 тисячі доз вакцини Oxford–AstraZeneca проти COVID-19.
Станом на 18 червня 2021 року загальна кількість випадків хвороби на Вануату становила 4, активних випадків не було. Серед випадків хвороби 3 хворі одужали, і 1 хворий помер. Більше 5 тижнів на Вануату не реєструвалось нових випадків хвороби.
Станом на 10 жовтня 2021 року у Вануату загалом було зареєстровано 4 випадки COVID-19, без активних випадків, 3 одужання та 1 смерть. За попередні 4 місяці не було зареєстровано нових випадків хвороби.
24 жовтня 2021 року 2 осіб, які прибули до Порт-Віла з Нумеа на Новій Каледонії, дали позитивний результат тестування на COVID-19 під час карантину через 2 дні після прибуття.
Станом на 11 листопада 2021 року у Вануату було зареєстровано 6 випадків хвороби, з яких 2 активні випадки, 3 одужання та 1 смерть.
Станом на 29 грудня 2021 року у Вануату було зареєстровано 7 випадків хвороби, без активних випадків, 6 одужань та 1 смерть.
Станом на 12 лютого 2022 року у Вануату було зареєстровано 7 випадків хвороби, без активних випадків, 6 одужань та 1 смерть. За останні кілька місяців в острівній державі не було навіть жодного нового випадку.
Станом на 25 лютого 2022 року позитивний тест на COVID-19 отримало ще 11 осіб. Таким чином, загальна кількість випадків у Вануату досягла 18, з 11 активних випадків, 6 одужань та 1 смертю.
Станом на 10 березня 2022 року загальна кількість випадків зросла до 95, з них 82 активні випадки, 12 одужань та 1 смерть.
Станом на 11 березня 2022 року загальна кількість випадків зросла до 157, із 143 активні випадки, 13 одужань та 1 смерть.
Станом на 15 березня 2022 року було зареєстровано 341 випадок COVID-19, з них 310 активних випадків, 30 одужань та 1 смерть.
Станом на 29 березня 2022 року було зареєстровано 2633 випадки COVID-19, з них 1663 активні випадки, 970 одужань та 1 смерть.
Станом на 4 квітня 2022 року було зареєстровано 4237 випадків COVID-19, з них 2587 активних випадків, 1647 одужань та 3 смерті. Ці дві нові смерті, 22-річний і 5-річний, є першими громадянами Вануату, які померли від COVID-19.
Станом на 8 квітня 2022 року було зареєстровано 4915 випадків COVID-19, з них 1619 активних випадків, 3293 одужань та 3 смерті.
Станом на 14 квітня 2022 року було зареєстровано 5536 випадків COVID-19, з них 1266 активних випадків, 4264 одужання та 6 смертей.
Станом на 19 квітня 2022 року було зареєстровано 6401 випадок COVID-19, з них 944 активні випадки, 5450 одужань та 7 смертей.
Станом на 26 квітня 2022 року було зареєстровано 6952 випадки COVID-19, з них 517 активних випадків, 6422 одужання та 13 смертей.
Станом на 2 травня 2022 року було зареєстровано 7507 випадків COVID-19, з них 726 активних випадків, 6768 одужань, 13 смертей.
Станом на 12 травня 2022 року зареєстровано 8117 випадків COVID-19, з них 428 активних випадків, 7675 одужань та 14 смертей.
Станом на 26 травня 2022 року зареєстровано 8807 випадків COVID-19, з них 232 активні випадки, 8561 одужань та 14 смертей.
Станом на 14 червня 2022 року зареєстровано 10695 випадків COVID-19, з них 329 активних, 10352 одужань, 14 смертей.
Станом на 23 червня 2022 року зареєстровано 11026 випадків COVID-19, з них 173 активних, 10839 одужань, 14 смертей.
Станом на 8 липня 2022 року у Вануату зареєстровано 11569 випадків COVID-19, із них 190 активних випадків, 11365 одужань та 14 смертей.
Станом на 19 липня 2022 року зареєстровано 11723 випадки COVID-19, з них 37 активних випадків, 11672 одужань, 14 смертей.
Станом на 26 серпня 2022 року зареєстровано 11777 випадків COVID-19, з них 15 активних випадків, 11728 одужань, 14 смертей.
Станом на 8 вересня 2022 року зареєстровано 11902 випадки COVID-19, з них 78 активних випадків, 11810 одужань, 14 смертей.
Станом на 30 січня 2023 року у Вануату зареєстровано 12014 випадків COVID-19, з них 24 активні випадки, 11976 одужань та 14 смертей.